# Miiansaari
Miiansaari är en ö i Finland. Den ligger i sjön Muhujärvi och i kommunen Juupajoki i den ekonomiska regionen  Övre Birkalands ekonomiska region  och landskapet Birkaland, i den södra delen av landet, 180 km norr om huvudstaden Helsingfors. Öns area är 0,7 hektar och dess största längd är 150 meter i sydväst-nordöstlig riktning.